# Güneysu
Güneysu, früher Potamya (von griechisch Potamiá „Feuchtgebiet“), ist eine türkische Stadt und Hauptort des gleichnamigen Landkreises (İlçe) in der Provinz Rize. Die Stadt liegt ca. 9 km südöstlich der Provinzhauptstadt Rize.
Der Landkreis wird vom zentralen Landkreis (Merkez) der Provinzhauptstadt Rize sowie vom Kreis Çayeli umschlossen. Der Kreis wurde 1987 mit dem gleichnamigen Bucak vom zentralen Landkreis abgespalten. 1985, zur letzten Volkszählung vor der Gebietsänderung hatte der Bucak Güneysu eine Bevölkerung von 20873 Einwohnern, wovon 3234 Einwohner auf die Belediye Güneysu als Bucak Merkezi (= Bucak-Hauptort) entfielen.
Der gleichnamige Fluss, ein rechter Nebenfluss des Taşlidere, durchfließt den Landkreis in nördlicher Richtung.
Ende 2020 bestand der Kreis neben der Kreisstadt aus 21 Dörfern (Köy) mit durchschnittlich 415 Bewohnern. Kıbledağı (1282), Gürgen (713) und Başköy (633 Einw.) waren die größten der Dörfer, von denen sieben weitere ebenfalls mehr als 415 Einwohner hatten. Mit 95,3 Einw. je km² lag die Bevölkerungsdichte leicht über der der Provinz (89,8).